# Шабан Полужа
Шабан Мустафа Кастрати (алб. Shaban (Mustafë) Kastrati - Polluzha; Годанце, Дреница, 1871 — Трстеник, 21. фебруар 1945), у народу познат и као Шабан Полужа је био један од вођа организације Бали Комбетар на Косову и Метохији у току Другог светског рата.

## Полужа и Велика Албанија
Шабан Полужа је син Реџепа Кастратија. Није имао никакво формално образовање. Активно је подржавао реализацију идеје о стварању Велике Албаније и због тога је био у честим сукобима са законом и присиљен да се за реализацију својих идеја бори из илегале. Током Другог светског рата је био командант одреда балиста који су деловали на територији источног дела Црне Горе, Колашина, Санџака и Новог Пазара. У циљу реализације својих идеја је смишљено доводио у заблуду комунисте наговештавајући сарадњу у борби против сила Осовине иако у стварности никада није имао намеру да прихвати ни комунистичку идеологију ни борбу против Трећег рајха. Његови пријатељи и савременици често цитирају његове речи:
Имам искуства у сарадњи са Србима. Покушао сам да искрено сарађујем са њима, али узалуд. Са њима се никада не може постићи поверење и искрен договор. Због тога треба политичким приступом да достигнемо наш циљ.

## Полужа и Бали Комбетар
Бали Комбетар (алб. Balli Kombëtar - Народни фронт) је била организација основана 1942. године. Ова организација мобилисала је своје чланове на територији Албаније, Косова и Метохије, Црне Горе, Србије, Македоније и Грчке. Њени чланови су се називали балисти.
Политички програм ове организације састојао се у заузимању територија на Балканском полуострву и стварање Велике Албаније од територија Србије, Црне Горе, Македоније и Грчке. Иако су декларативно ове снаге биле антифашистичке тесно су сарађивале са силама Осовине у току окупације Југославије и то посебно у акцијама на Косову и Метохији, Македонији и Грчкој.
Када је објављена капитулација Италије 8. септембра 1943. године, Бали Комбетар је направио споразум са Немцима и објавио да је Албанија обједињена и независна, оправдавајући да је немачко привремено присуство потребно због борбе против англоамеричко-совјетске коалиције. Овим споразумом балисти су се ставили у службу немачких окупационих снага и прихватили њихове официре као надређене или као инструкторе. У овом смислу, поједини албански историчари, балисте посматрају као квислиншку националистичку власт која је остварила контролу над етничким албанским просторима.
Године 1943. Комунистичка партија Албаније објавила је рат балистима што је довело до грађанског рата у Албанији. Крајем Другог светског рата, након победе комуниста у Албанији и Југославији, балисти су били хапшени, затварани и убијани.

## Полужа и побуна балиста у ФНР Југославији
На Косову и Метохији, крајем 1944. и почетком 1945. године, избила је побуна балиста ширих размера који су покушали да заузму градове на Косову и Метохији. На Косову и Метохији је, како је рекао Благоје Нешковић, 8. маја 1945. године, у свом реферату на оснивачком конгресу КП Србије, било још 1.200 одметника, и четника и балиста, и око хиљаду дезертера. Пошто су се они кретали у већим групама, у обрачуну са њима коришћене су, углавном, војне јединице.
Јуна месеца, 42. македонска дивизија ЈА предузела је у селу Жеговац код Гњилана, широку акцију чишћења терена од припадника група Ћазима Лугадзије и Исена Трпезе. Свака од тих група имала је по педесетак балиста. Како је на Косову и Метохији током 1946. године било још 55 балистичких група, различите јачине, УДБА је отпочела припреме и за дефинитиван обрачун са њима.
У том тренутку у побуни је учествовало око 20.000 балиста а против њих је било ангажовано више од 40.000 војника ЈНА, односно скоро пет дивизија. У међусобним борбама до 21. фебруара ликвидирано је језгро побуне, односно вође балиста Шабан Полужа и Мехмед Градица. Центар побуне био је у дреничком крају.